# 羅東鎮

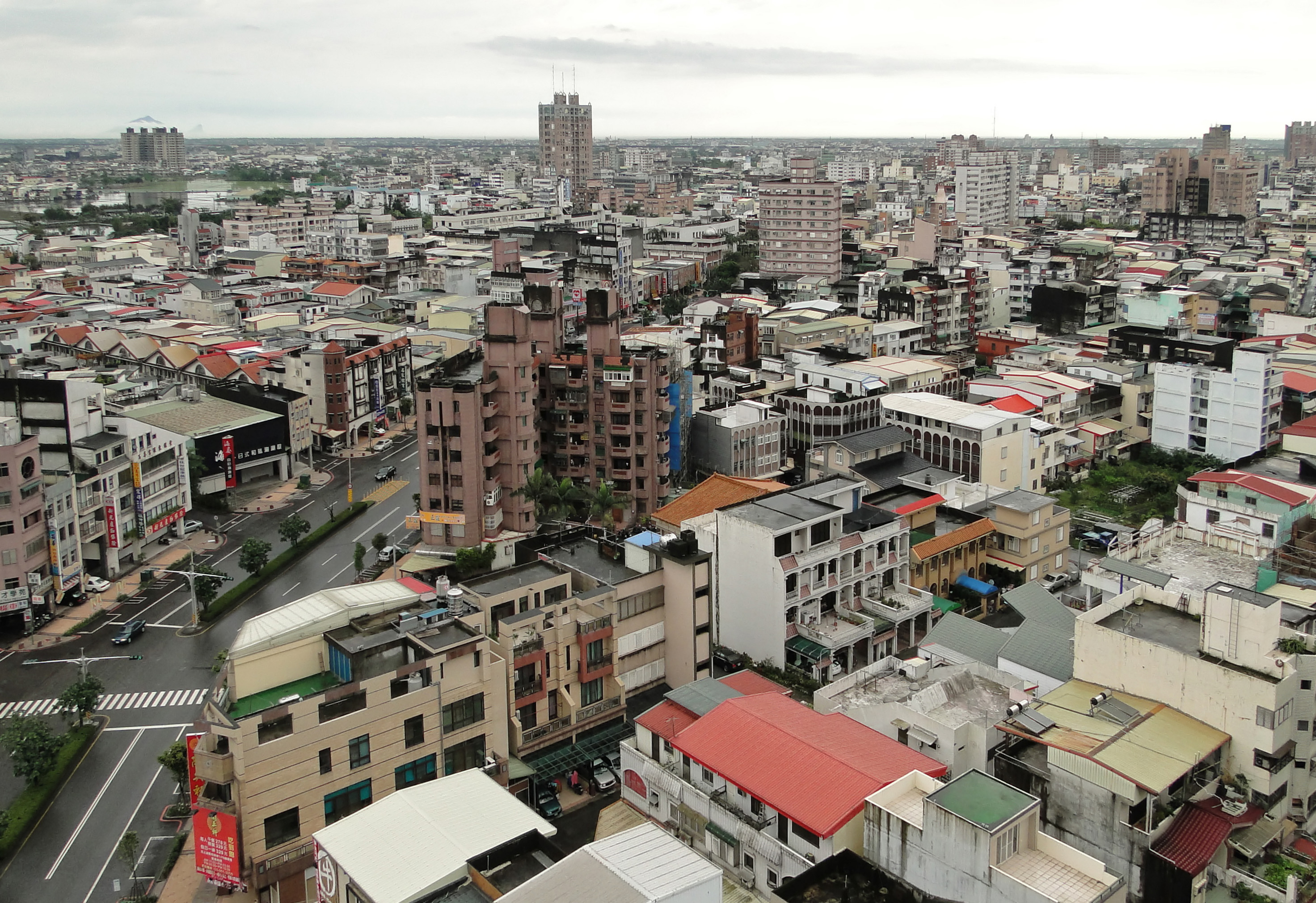
羅東のスカイライン

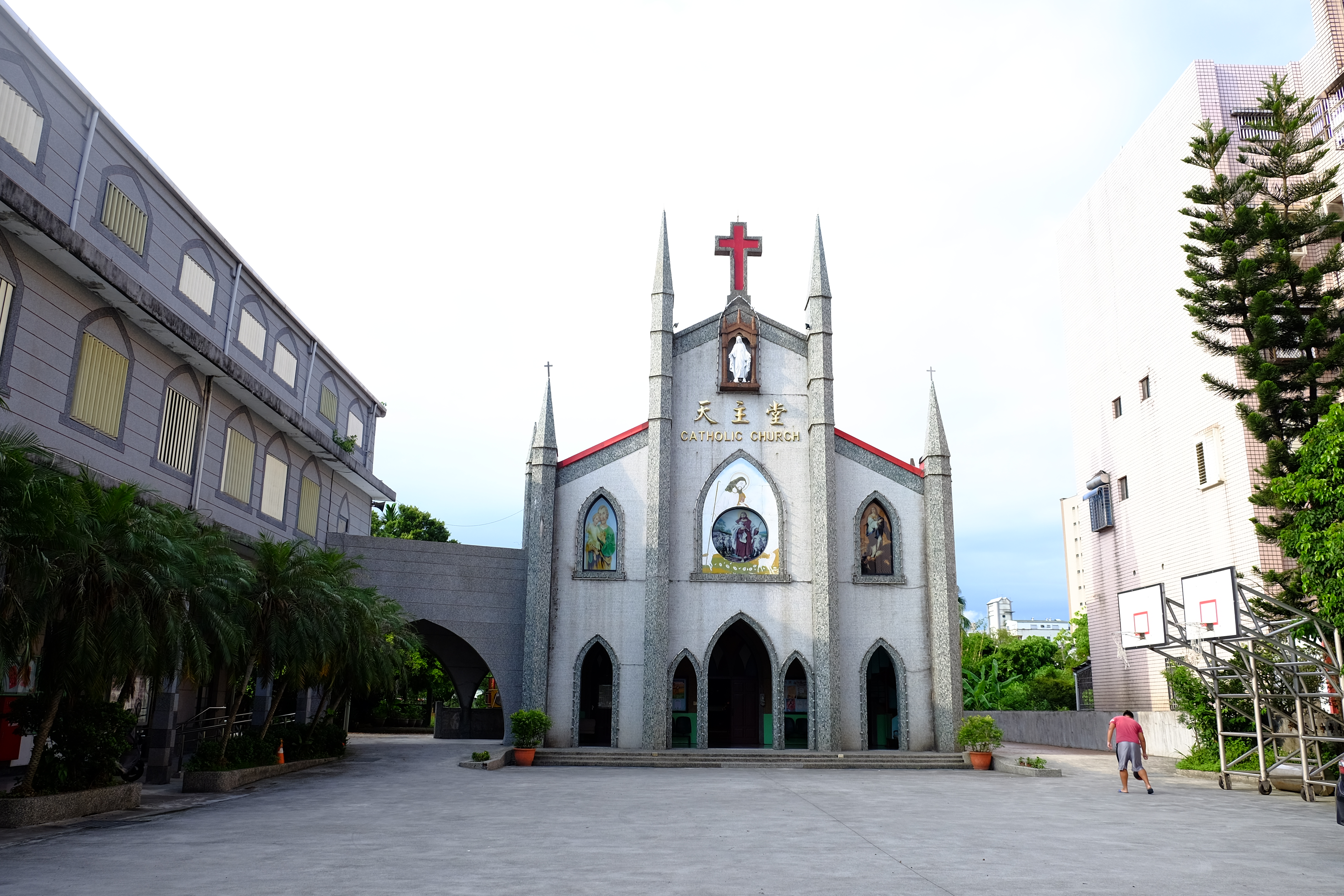
北成聖母昇天堂

羅東鎮（ルオドン/らとう-ちん）は台湾宜蘭県の鎮。また、宜蘭市に次ぐ宜蘭県の第二都市である。

## 地理
羅東鎮は宜蘭県中部に位置し、台湾で最も面積の小さい郷鎮である。南は冬山郷と、東は五結郷と、西は三星郷とそれぞれ接し、北には蘭陽渓が流れている。

### 行政区
| 地区 | 里                                             |
| ---- | ---------------------------------------------- |
| 市区 | 大新里、中山里、公正里、信義里、集祥里、賢文里 |
| 南門 | 仁和里、仁徳里、成功里、南昌里、南豪里、開明里 |
| 北成 | 北成里、西安里、国華里、漢民里、維揚里         |
| 後站 | 東安里、新群里                                 |
| 羅荘 | 羅荘里                                         |
| 竹林 | 仁愛里、竹林里、樹林里                         |

## 政治

### 行政

#### 鎮長
歴代鎮長
| 代 | 氏名 | 任期 |
| -- | ---- | ---- |

## 対外関係

### 姉妹都市･提携都市

#### 国外
- 西都市（日本国 九州地方 宮崎県）
  - 2018年（平成30年）7月30日 姉妹都市提携[1]。

## 教育

### 高級中学
- 国立羅東高級中学

### 高級職業学校
- 国立羅東高級商業職業学校
- 国立羅東高級工業職業学校
- 私立聖母高級護理職業学校

### 国民中学
- 宜蘭県立東光国民中学
- 宜蘭県立国華国民中学
- 宜蘭県立羅東国民中学

### 国民小学
- 宜蘭県立竹林国民小学
- 宜蘭県立成功国民小学
- 宜蘭県立羅東国民小学
- 宜蘭県立公正国民小学
- 宜蘭県立北成国民小学

## 交通

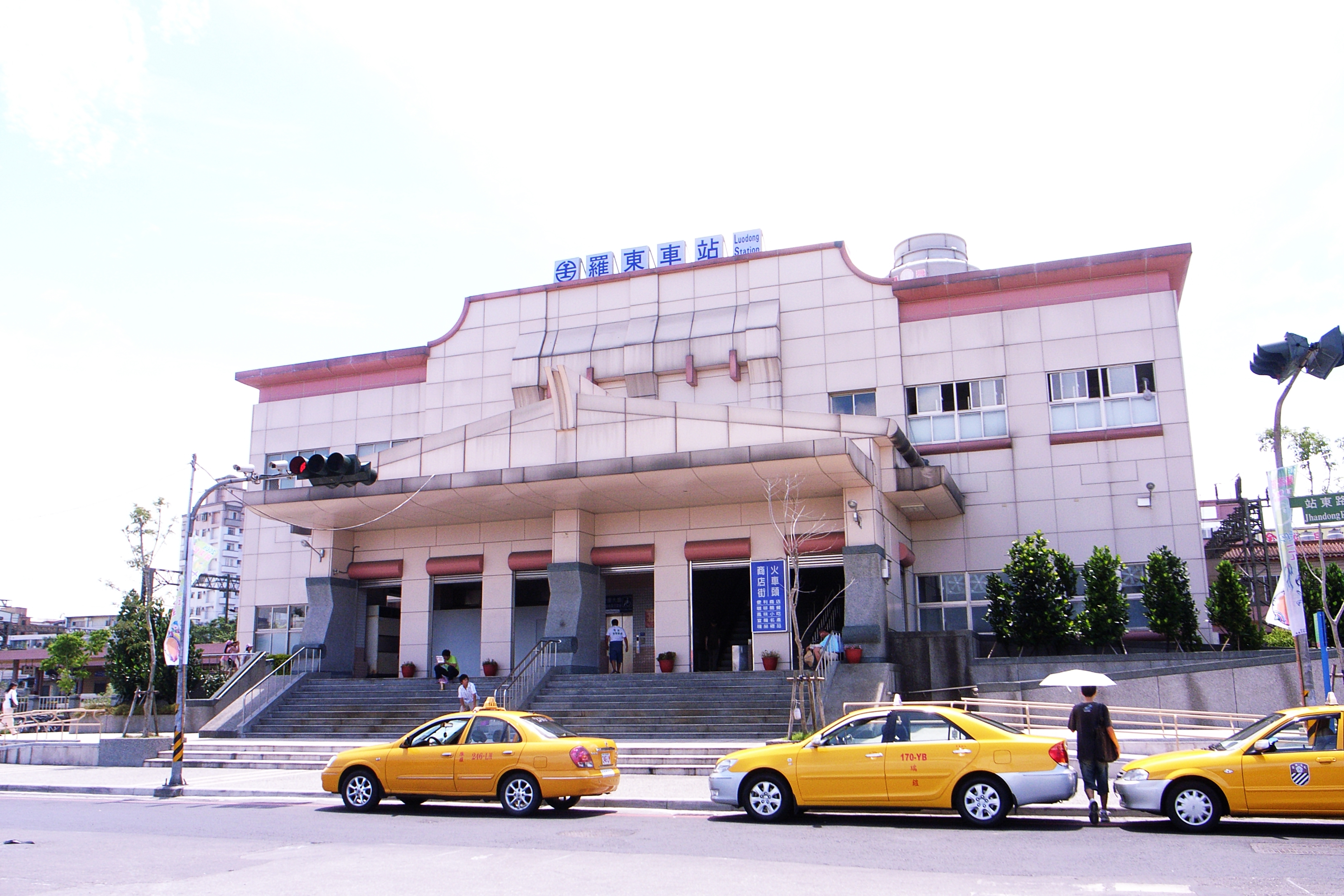
羅東駅東口

| 種別     | 路線名称     | その他                              |
| -------- | ------------ | ----------------------------------- |
| 鉄道     | 宜蘭線       | 羅東駅                              |
| 国道     | 国道5号      | 羅東JCT                             |
| 省道     | 台7丙線      |                                     |
| 省道     | 台9線        | 北宜公路                            |
| 県道     | 191甲線      |                                     |
| 県道     | 196号線      |                                     |
| 軽便鉄道 | 羅東森林鉄路 | 1979年廃止 羅東駅、竹林駅、歪仔歪駅 |

## 観光

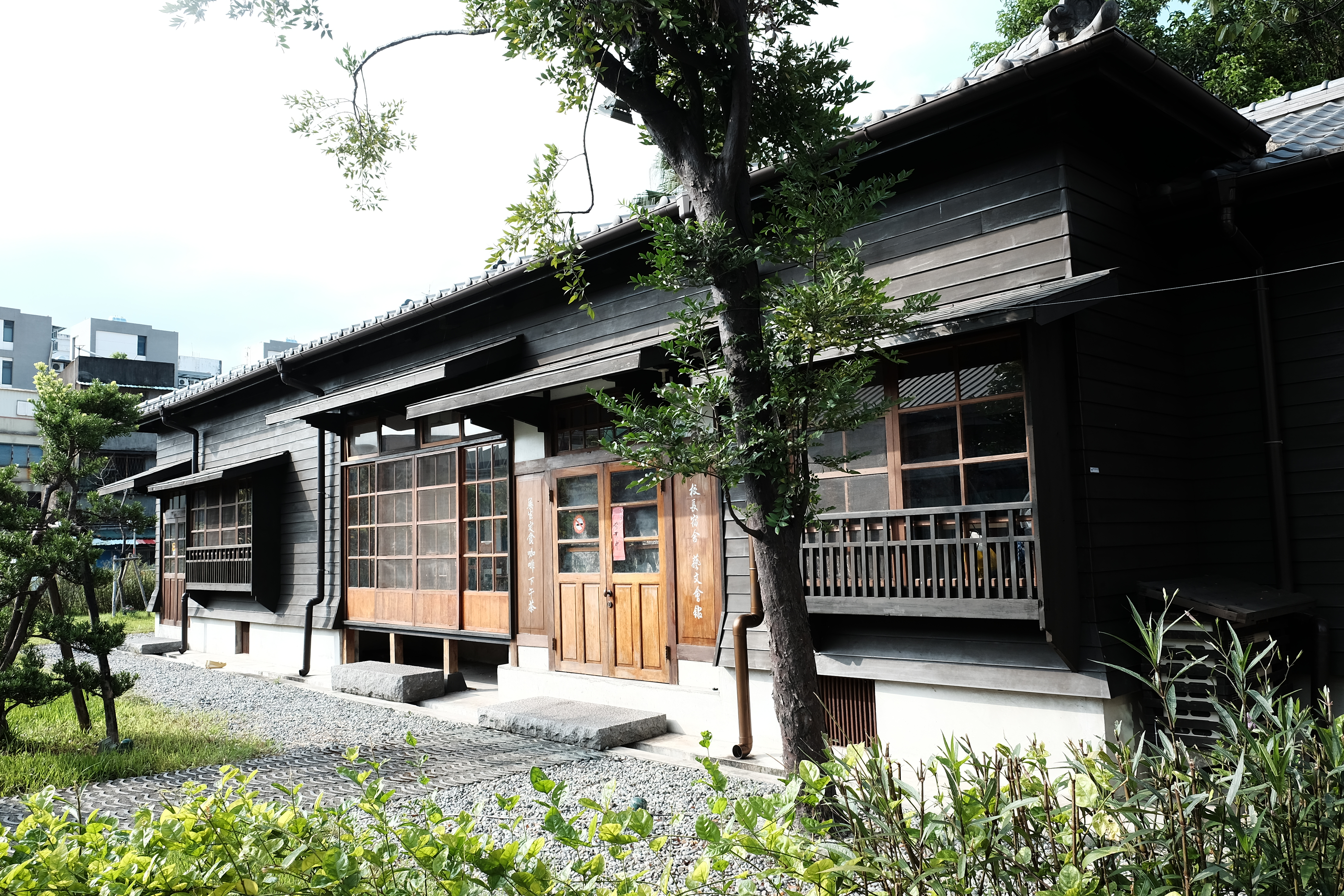
旧成功国民小学校長宿舎芸文会館

- 羅東夜市（中国語版）
- 羅東運動公園
- 羅東中山公園（中国語版）
- 羅東震安宮（中国語版）
- 羅東城隍廟（中国語版）
- 羅東林業文化園区（中国語版）